# ادبیات شفاهی
اصطلاح ادبیات شفاهی به سنت‌های شفاهی به جا مانده از گذشته اشاره دارد که مشتمل بر گونه‌های متفاوتی چون حماسه، شعر و نمایشنامه، داستان‌های قومی، تصنیف، افسانه، لطیفه و دیگر گونه‌های قومی و محلی (فولکلور) می‌شود. این نوع ادبیات در هر جامعه‌ای وجود دارد و نمی‌توان آن را محدود به جوامع باسواد یا متمدن دانست. ادبیات شفاهی معمولاً توسط فولکلور شناسان یا دانشمندانی که به مطالعات فرهنگی و ادبیات قومی می‌پردازند همچون زبان‌شناسان، انسان‌شناسان و حتی جامعه‌شناسان مورد تحقیق و بررسی قرار می‌گیرد.